# Alfred Tonello
Alfred Tonello, all'anagrafe Tonello Sigisfredo (Parigi, 11 marzo 1929 – Bondy, 21 dicembre 1996), è stato un ciclista su strada francese.

## Palmarès

### Olimpiadi
- Bronzo a Helsinki 1952 nella corsa a squadre.